# Efferia frewingi
Efferia frewingi är en tvåvingeart som beskrevs av Wilcox 1966. Efferia frewingi ingår i släktet Efferia och familjen rovflugor. Inga underarter finns listade i Catalogue of Life.